# Christella dentata
Christella dentata
Espèce
Christella dentata ou « Christelle dentée », est une espèce de fougères appartenant à la famille des Thelyptéridacées. Elle est largement répandue dans les régions tropicales et subtropicales, notamment en Asie, en Australie et dans les îles du Pacifique.

## Taxonomie et classification

### Étymologie
Le nom de genre Christella est dérivé du grec  « Christos » signifiant  « marqué » ou « signé », en référence à des caractéristiques distinctives de certaines fougères du genre. L'épithète spécifique dentata, signifie « denté » en latin, décrivant les bords des frondes, qui sont finement dentelés.

### Synonymes
Ces noms désignent également la Christella dentata :
- Polypodium dentatum Forssk., 1775
- Polypodium nymphale G.Forst., 1786
- Polypodium molle Jacq., 1789
- Aspidium molle Sw., 1801
- Aspidium nymphale (G.Forst.) Schkuhr, 1809
- Nephrodium molle (Sw.) R.Br., 1810
- Dryopteris dentata (Forssk.) C.Chr., 1920
- Nephrodium nymphale (G.Forst.) Desv., 1827
- Nephrodium nymphale (G.Forst.) Hook. & Arn., 1832
- Thelypteris dentata (Forssk.) E.P.St.John, 1936
- Cyclosorus dentatus (Forssk.) Ching, 1938

### Exception à la loi d’antériorité
Cette fougère a d'abord été décrite sous le nom de Polypodium dentatum par Forsskål en 1775, avant d’être reclassée plusieurs fois sous différents genres comme Dryopteris et Cyclosorus. En 1973, les botanistes Brownsey et Jermy ont officialisé le nom actuel de Christella dentata, ce qui a permis une certaine stabilité dans la nomenclature,.
L'exception à la loi d'antériorité pour Christella dentata est liée aux nombreux reclassements taxonomiques et aux efforts visant à assurer la stabilité dans sa classification. Cette espèce a été reclassée à plusieurs reprises dans divers genres, y compris Thelypteris, et le maintien du nom Christella dentata permet de réduire la confusion et de faciliter les références modernes en biologie et en conservation. Ce choix a été renforcé par des comités de nomenclature et des chercheurs pour s'adapter aux découvertes récentes en phylogénie et en biologie moléculaire, ce qui aide à standardiser la littérature scientifique,.
En outre, en Nouvelle-Zélande, Christella dentata est répertoriée dans les habitats spécifiques, ce qui complique davantage son classement, nécessitant parfois des exceptions pour conserver la cohérence au sein de la taxonomie locale et mondiale. Des institutions comme l’Atlas of Living Australia et le Rare Species Conservation Program de Nouvelle-Zélande mettent en évidence ces problématiques taxonomiques, en documentant notamment les cas d’homonymie ou de variabilité génétique au sein des populations,.

## Déscription

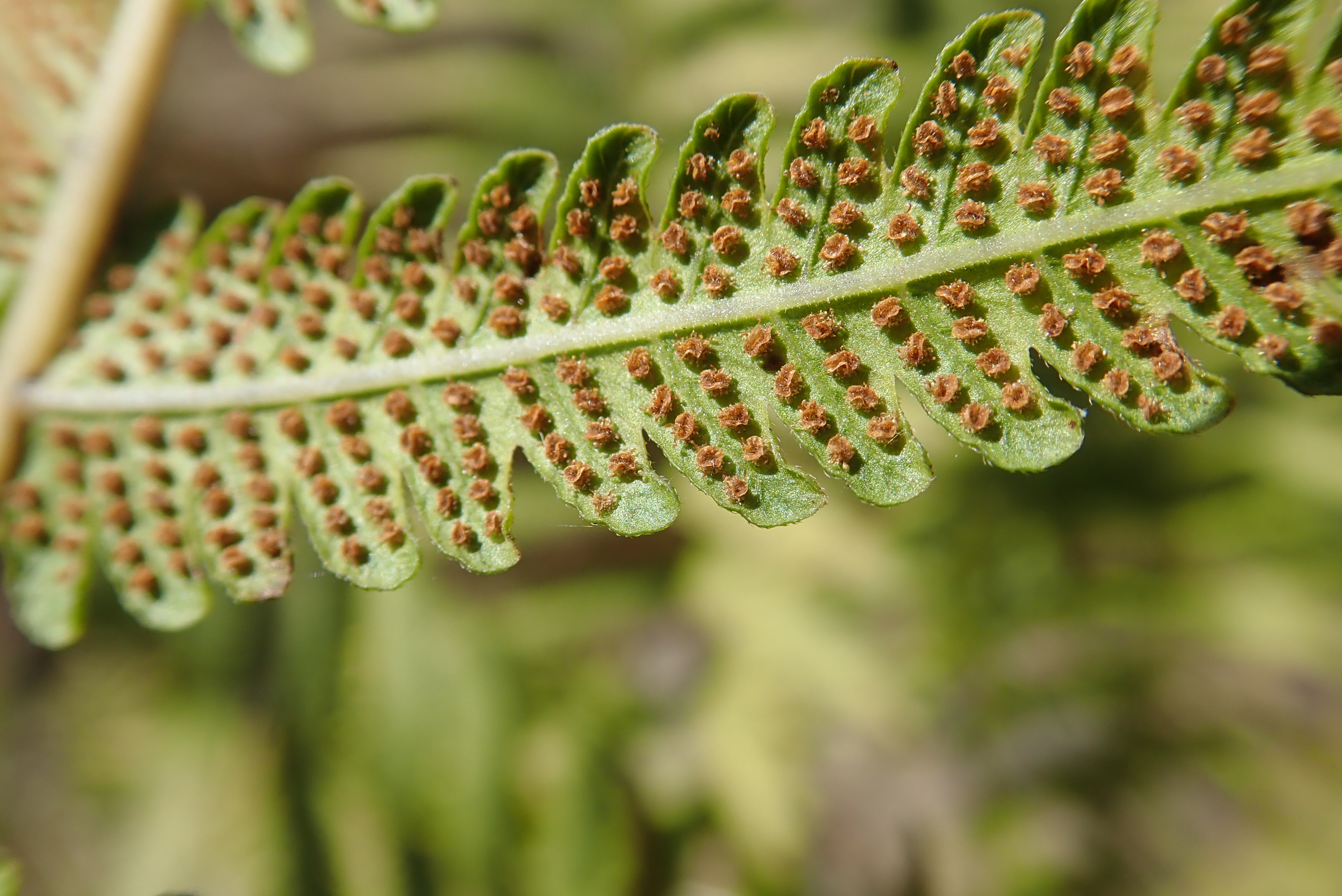
Vue sur les indusies réniforme (en forme de rein)

C.dentata possède des frondes en touffes, de 30 à 70 cm de longueur, avec un pétiole assez court. Le limbe est fortement pubescent (sur les 2 faces ainsi que sur les axes), nettement réduit à la base, à la texture rêche. Les pennes sont incisées jusqu’à la moitié de la longueur des pinnules, celles-ci sont entières et à son sommet arrondi. Nervation très particulière, la nervure basale de chaque pinnule s’unissant à celle de la pinnule voisine et formant une nervure verticale qui rejoint le sinus. On observe un très léger dimorphisme entre les frondes stériles et fertiles, ces dernières étant plus longues et dressées, à pennes plus étroite. Les sores sont ronds, à indusie réniforme (en forme de rein) et pubescente, les pédicelles des sporanges portant des glandes microscopique de couleur orange.

### Risques de confusion
Elle peut être confondue avec Oreopteris limbosperma et avec certains Dryopteris comme D.filix-mas, mais la pilosité du limbe et la nervation de C.dentata permettent de trancher.

## Écologie
Il s’agit d’une fougère de climats océaniques chauds, où l’humidité atmosphérique est, à la fois, élevée et régulière et où les écarts de température sont faible. Elle demande également une forte humidité du sol. Fougère volontiers héliophile en Macaronésie où elle trouve des conditions optimales de développement.

## Répartition
C.dentata est originaire des régions tropicale et subtropicale d’Afrique et d’Asie. L’espèce a été, cependant, introduite en Amérique. On la rencontre en Macaronésie, en Algérie, en Afrique tropicale et australe, à Madagascar et Mascareignes. On la rencontre également en Asie tropicale et subtropicale, notamment en Inde, dans la moitié sud de la Chine, au Japon et dans toute l’Asie du Sud-Est. Mais aussi en Australie et dans les îles du Pacifique (dont la Nouvelle-Calédonie et Hawaï). Elle est introduite et désormais bien naturalisée en Amérique tropicale, dans le Sud-Est des États-Unis jusqu’au nord de l’Argentine.

### En Europe
Elle y est extrêmement localisée. On la rencontre en Espagne, dans le sud de l’Andalousie (région d’Algésiras) et dans l’ouest de la Crète. Elle a été indiquée aussi en Italie, en Campanie où il s’agissait probablement de plantes échappées de culture, et en Sicile où sa présence n’a jamais été confirmée.
En France, elle est connue par deux spécimens récoltés dans les années 1980, l’un sur un mur dans le Boulonnais et l’autre sur un talus boisé dans le Cotentin. Il n'y a, depuis, plus aucune observation récente.

## Référence
1. ↑  (en) William T. Stearn, Stearn's Dictionary of Plant Names for Gardeners, 2002, 373 p. (ISBN 088192556X)
2. ↑  taxonomy, « Taxonomy browser (Thelypteris dentata) », sur www.ncbi.nlm.nih.gov (consulté le 2 novembre 2024)
3. ↑  https://www.gbif.org/species/7160028
4. 1 2  (en) Guoliang Xu, Changyou Zhang, Shiou Yih Lee, Zhihui Chen et Xiaohui Zeng, « The complete chloroplast genome and phylogenetic analysis of Christelladentata (Forssk.) Brownsey & Jermy (Thelypteridaceae) », Mitochondrial DNA Part B, vol. Vol 8, no 1,‎ janvier 2023, p. 181-185 (lire en ligne)
5. 1 2  (en) « Christella dentata species complex », sur Rare Species (consulté le 4 novembre 2024)
6. 1 2 3 4 5 6  Rémy Prelli et Michel Boudri, Les Fougères et plantes alliées d’Europe (2éme édition), Biotope Eds, 2021, 528 p. (ISBN 2366622686, EAN 9782366623208), p. 343-344

## Annexe